# Milston
Milston est une paroisse civile et un hameau du Wiltshire, en Angleterre.